# منطق فلسفی
منطق فلسفی (به انگلیسی: Philosophical Logic) یکی از زیر شاخه‌های منطق‌پژوهی است که در آن به مسائل فلسفی خاصی که دربارهٔ منطق وجود دارد، پرداخته می‌شود. بعضی از متخصصان این رشته مانند سوزان هاک معتقدند که چون این اصطلاح ممکن است این معنای نامطلوب را القا کند که گویی در به کارگیری منطق، روش فلسفی خاصی مد نظر است، بهتر است از اصطلاح فلسفهٔ منطق (Philosophy of Logic) استفاده شود. بنا بر این دیدگاه، منطق فلسفی، مترادف با فلسفهٔ منطق است.
گاهی نیز منظور از منطق فلسفی رویکرد و گرایش فلسفی به منطق است در مقابل گرایش ریاضیاتی و کامپیوتری. بعضی از اهداف چنین رشته و گرایشی در منطق عبارتند از:
- آشنایی عمیق با نظام‌های فلسفی منطق و پیشبرد تحقیقات در این زمینه (منطق‌های فلسفی)؛
- پیگیری مسائل فلسفی ناشی از منطق و پیشبرد تحقیقات در این زمینه (فلسفه منطق)؛
- بررسی و مطالعهٔ کاربردهای منطق در حوزه‌های مختلف معرفت فلسفی؛
- فراهم نمودن زمینهٔ مناسب برای بحث‌های تاریخ منطق و منطق تطبیقی.[۲]

در این معنا فلسفهٔ منطق تنها بخشی از مباحث منطق فلسفی را در بر می‌گیرد.